# Partido Socialdemócrata de Corea
El Partido Socialdemócrata de Corea (en coreano: 조선사회민주당, trans. Chosŏn Sahoe Minjudang) es un partido político de Corea del Norte, fundado el 3 de noviembre de 1945, como Partido Democrático de Corea.

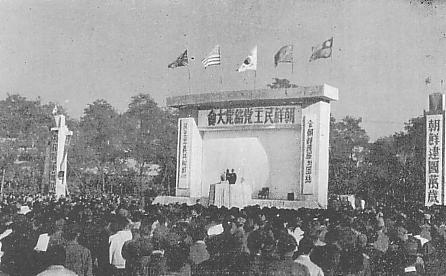
Convención durante la fundación del Partido Socialdemócrata de Corea, el 3 de noviembre de 1945.

Según el Gobierno de ese país, se trata de un partido de ideología Juche, organizado por pequeños empresarios, comerciantes, artesanos, campesinos y cristianos que promueve las ideas antiimperialistas, antifeudales y la construcción de una sociedad nueva y democrática.
Forma parte del Frente Democrático para la Reunificación de la Patria, el frente popular que aglutina a todas las organizaciones políticas del país.
El partido es actualmente dirigido por Kim Yong-dae, cuyo título es presidente del Comité Central del Partido Socialdemócrata de Corea y vicepresidente de la Asamblea Suprema del Pueblo desde la elección del 2009.
Muy poco se sabe de su actividad en estos días, ya que solo se ha hecho público el nombre de su actual líder. En enero de 2007, el partido tenía más de 30.000 adherentes.